# Річард Хосе Бланко
Річард Хосе Бланко (ісп. Richard José Blanco Delgado, нар. 21 січня 1982, Ла-Гуайра) — венесуельський футболіст, нападник клубу «Академія Пуерто-Кабельйо».
Виступав, зокрема, за клуби «Депортіво Петаре» та «Сан-Марино Кальчо».

## Клубна кар'єра
У професійному футболі дебютував 2004 року виступами за команду клубу «Депортіво Петаре», в якому провів один сезон, взявши участь у 20 матчах чемпіонату.
Наступний сезон провів у «Сан-Марино Кальчо» (Сан-Марино), де теж був гравцем основи та зіграв 17 матчів, забив вісім голів.
Згодом з 2007 по 2008 грав у складі команд клубів «Карабобо» та «Естрелья Роха».
У 2009 повернувся до клубу «Депортіво Петаре» і цього разу відіграв три сезони в команді, зігравши 84 матчі.
У 2012 провів один сезон у складі чилійського команди «О'Хіггінс».
2013 повернувся до Венесуели, де уклав трирічний контракт із клубом «Мінерос де Гуаяна».
До складу клубу «Самора» (Баринас) приєднався 2016 року.

## Виступи за збірні
Вперше отримав виклик до збірної 20 листопада 2008 року на товариський матч проти збірної Анголи, в якому і дебютував, вийшовши у старті та зігравши 70 хвилин, після чого був замінений Александером Рондоном.
2011 року дебютував в офіційних матчах у складі національної збірної Венесуели. Сумарно провів у формі головної команди країни 16 матчів, забивши 2 голи.

## Титули і досягнення
- Чемпіон Венесуели (1):

«Самора» (Баринас): 2016
- Володар Кубка Венесуели (1):

«Мінерос де Гуаяна»: 2017